# Widekind I. (Schwalenberg)
Widekind (auch: Wedekind oder Wittekind) I. von Schwalenberg († 11. Juni 1136/1137; auch Widukind genannt) war ab 1127 Graf von Schwalenberg. Er ist der Stammvater der Grafen und Fürsten von Waldeck, da sein Urenkel Adolf I. das Haus Waldeck begründete.

## Familie
Widekind stammte aus der einflussreichen Familie der Grafen von Schwalenberg, die erstmals 1031 mit einem Grafen Widekind im Wetigau als Lehensmann der Billunger erschien, ohne dass eine genaue genealogische Folge zurück bis Herzog Widukind nachweisbar ist. Sein Vater war Heinrich oder Hermann I. von Schwalenberg. Sein Bruder war Graf Volkwin I. († ca. 1110). Der Paderborner Bischof Bernhard I. von Oesede (1127–1160) war wohl sein Cousin oder Schwager. Stammburg der Grafen des Wetigaus war die Burg Oldenburg bei Marienmünster.

## Leben
Widekind wird in einer Urkunde, die sich auf die Zeit zwischen 1115 und 1119 datieren lässt, als Gerichtsherr in Linden im Marstemgau genannt. In dieser Zeit nahm er in Gegenwart von Zeugen, darunter Herzog Lothar III., Schenkungen an das Bistum Minden vor, die Vorwerke und Eigenhörige in den heute nicht mehr nachweisbaren Dörfern Liusen, Batmere und Wallenthorpe betrafen.  Allerdings hatten die Grafen von Schwalenberg die Gerichtsbarkeit schon seit 954 in dem Ort inne.
Widekind war Graf im Tilithigau (Raum Pyrmont-Sternberg), Wetigau (Raum Schwalenberg) und Marstemgau (Raum Hannover) und Vogt von Barsinghausen. Den Marstemgau gab er 1124 wohl zugunsten der bedeutenden Stiftsvogtei Paderborn auf. Er besaß viele Lehen, Allodien und gräfliche Rechte in diesen Gauen, im Sauerland und im Alme- und Diemelgebiet und war Lehnsherr der Herren von Homburg und Gehrden.  Außerdem war er Vogt der Klöster Abdinghof, Möllenbeck, Herford und Korbach sowie (1116) Vizevogt von Corvey unter den Grafen von Northeim. Besonders die Vogteien bildeten die Grundlage der Territorialisierung der Herrschaft seines Hauses. Seine Gattin brachte als Mitgift die alte Itterburg bei Thalitter in die Ehe. Widukind erbte dadurch von seinem Schwiegervater auch Grafenrechte im Ittergau und die Vogtei über das von Bischof Meinwerk 1036 gegründete Stift Busdorf in Paderborn. Als Vogt war er in viele Streitigkeiten mit Geistlichen verwickelt, denen seine Amtsführung zu einseitig auf eigenen Machtausbau ausgerichtet war.
1123 trat er als Hochvogt von Paderborn in Erscheinung, als Nachfolger der Grafen von Arnsberg-Werl, und übte damit im Auftrag des Bischofs die hohe Gerichtsbarkeit aus. Damit war er im Einflussbereich des Paderborner Bischofs der mächtigste Graf. Da er keine Reichslehen besaß, zählte er jedoch nicht zum damaligen Reichsfürstenstand.
Widekind war getreuer Gefolgsmann von Herzog (ab 1125 König) Lothar von Sachsen und wurde 1127 erstmals Graf von Schwalenberg genannt.
Auf Anraten von Bischof Bernhard I. stifteten er und seine Frau als Sühne- und Familienkloster die Abtei Marienmünster in unmittelbarer Nähe der Oldenburg. Am 15. August 1128 weihte Bischof Bernhard I. Kloster und Kirche.
1136, auf dem Reichstag von Würzburg, wurde Widekind letztmals genannt. Er zog mit Kaiser Lothar nach Italien und starb wohl dort.

## Ehe und Nachkommen
Er heiratete Lutrud von Itter († nach 22. März 1149), Tochter von Volkmar von Itter (* um 1070 in Schwalenberg) und Gepa von Itter († 1123), einer Urenkelin des Herzogs Hermann Billung und der Hildegard, einer Tochter Kaiser Ottos des Großen. Die Herkunft Gepa von Itters ist umstritten, ebenso wie die Existenz von Hildegard als Gemahlin Hermann Billungs. 
- Sie hatten u. a. folgende Kinder und Enkel:
  - Volkwin II. (Schwalenberg), Graf von Schwalenberg, ab 1180 auch Graf von Waldeck
    - Wittekind III. (Waldeck und Schwalenberg), † 1189 auf Kreuzzug
    - Hermann I. (Schwalenberg), † 1223
    - Heinrich I. (Waldeck und Schwalenberg); † vor September 1214; ⚭ Heseke von Dassel († 25. Juli 1220)

  - Wittekind II. von Schwalenberg, Graf von Pyrmont, † ca. 1189
    - Wittekind IV.

  - Jutta von Schwalenberg; ⚭ 1.) Graf Albrecht I. von Everstein; ⚭ 2.) Graf Ludwig von Lohra
  - Lutrud von Schwalenberg ⚭ Everin oder Everwein oder Everwin (evtl. Graf von Rheda oder Herr von Freckenhorst, Vogt von Freckenhorst)
    - Widukind von Rheda
    - Gertrud, Äbtissin von Freckenhorst